# Junačina Mijat Tomić
Junačina Mijat Tomić povijesni je roman Dubravka Horvatića objavljen 1982. Roman govori o hrvatskim hajducima koji su se borili protiv osmanskih osvajača i koji su željeli slobodnu i neovisnu Hrvatsku. Glavni lik, Mijat Tomić, stvarna je povijesna osoba i junak brojnih narodnih pjesama.

## Radnja
Mijat Tomić rođen je u zapadnoj Bosni, hrvatskoj pokrajini koju su okupirali Turci. O njegovoj hrabrosti pričalo se još otkad je imao pet godina, jer je tada napao štapom vuka koji je prijetio njegovim prijateljima. Mijat je živio kod strica Nike jer su njegovi roditelji umrli još kad je bio malo dijete. Znao je izrađivati igračke za svog nećaka Marijana, sina svoje sestre Mande, a znao je i čitati i pisati, što je naučio od jednog starog fratra. Zarađivao je za život čuvajući stoku na imanjima turskih begova.
Jednog dana se u okolici Duvna pojavio zloglasni razbojnik, Crni Arapin. Nitko nije znao kako je taj zločinac došao u Bosnu i Hercegovinu, ali se zato nadaleko znalo da krade robu po selima i ubija seljake koji mu se usprotive. Jednako su ga se bojali i kršćani i muslimani. Arapin je izazvao na dvoboj duvanjskog poglavara, Džafer-bega Kopčića. Kod bega je radio Mijat Tomić, koji se sažalio nad njim i odlučio izaći umjesto bega na megdan s Arapinom. Tijekom borbe Arapin je izbacio Mijata iz sedla, ali Mijat je probo Arapina mačem i ubio ga. Za nagradu beg mu je dao veliku livadu Jabuku na Duvanjskom polju. Napustio je službu kod bega i u ranu jesen oženio se Katom, a tom prilikom beg mu je poslao vrećicu dukata.
Kad je došlo vrijeme za košnju livade, većina seljana odlučila je pomoći Mijatu. Međutim, na livadi su već bili kosci duvanjskog kadije Suzice. Marijan ga je otišao upozoriti, ali ga je kadija pretukao bičem, iako je imao samo 14 godina. Mijata je to razbjesnilo pa je pretukao i ubio kadiju. Lukavi kadija tijekom borbe uspio je izvući samokres, ali Mijat mu je zabio u vrat njegov vlastiti handžar. Zbog toga je cijela družina morala pobjeći u Vran-planinu jer bi ih inače Turci i poturice smaknule. Mijat je svoju ženu Katu poslao k njezinoj sestri u Sinj.
Mijat i prijatelji spavali su u planinskoj špilji i dogovorili se da se trebaju boriti za pravdu, a protiv nasilnika i tuđinaca. Mijat održava govor kojim ohrabruje i potiče prijatelje na rat:
Govor mu je prekinut klicanjem hajduka, jer su svi oduševljeno pristali. Također su odlučili da će otimati samo od onih koji i sami otimaju. Prvi je u izvidnicu u Prozor pošao Toma Tomić s ciljem da dozna kretnje turskih karavana. Praveći se seoskom ludom, Toma je uspio sve doznati i javiti Mijatu. Odlučili su opljačkati najveću karavanu u kojoj je bio Mujo Baledžija, poznati trgovac suknom i okrutni kamatar koji je pokrao narod do zadnje pare. Postavili su mu tri zasjede, a u posljednjoj je bio Mijat koji je Muju smaknuo puškom. Pokupili su razno blago te su se odlučili rastati 26. listopada na dan sv.
Demetrija Srijemskog i ponovno se sastati na planini 23. travnja na Jurjevo.
Dok je Mijat zajedno s Tomom i Marijanom bio kod žene u Sinju, po Hercegovini se pričalo o njegovom hrabrom pothvatu. Na novom okupljanju Vid Žeravica doveo je dvije pridošlice, a jedan od njih bio je Sava od Posavja, bivši rob koji se iskazao kao hrabar borac kad su ih Turci napali. Družina je haračila po Lipet-planini, okolici Duvna i na granici Like, zbog čega su Turci neko vrijeme mislili da postoje dvije hajdučke skupine. Mijat je odlučio pokazati Turcima silu svoje družine, pa su napali neobranjene dvore zloglasnog Hasanbega, koji je otišao preko turske granice po blago. Hasanbegovica im je zabunom otvorila vrata jer je zbog buke mislila da se vratio njezin suprug. Mijat, Vid i Rade oslobodili su roblje i uzeli blago, a okrutnu Hasanbegovicu su svezali i ušutkali jer je plakala za svojim blagom.
Većina hajduka zimovala je u selima gdje su prolazili i Turci, tako da su neprekidno bili u opasnosti. S druge strane, Mijat je provodio vrijeme uz more i djeci izrađivao igračke. Jednog proljeća, na Vran-planinu se nisu vratili Ilija Bobovac i Rade od Radoče. Ilija se nije htio vratiti jer je dobio djecu i izgradio kuću te zaradio dosta blaga, a Radu je ubio njegov domaćin koji se polakomio za njegovim blagom. Turci su se odlučili osvetiti Mijatu udarom na njegova brata Marka koji je 1639. pobjegao u Omiš, a zatim uz mletačku pomoć u Zadar. Turci su Mijata tražili i u franjevačkom samostanu u Zaostrogu i opkolili su mu planinu. Mijat ih je privukao ognjem kako bi mogao pobjeći s južne strane u Dubrovačku Republiku pa do gornjeg toka Drine, gdje je bio šator budimskoga paše.
Mijat, Vid i Marijan su odlučili usred noći napasti šator. Onesposobili su stražare, upali u šator i lukavstvom se domogli ključa od pašine škrinje s blagom. Svezali su ga na podu, a on ih je proklinjao zbog uvrede (Marijan ga je nazvao debelom žabom). Zbog sramote carigradski moćnici su ga smijenili i poslali ga da bude perzijski činovnik. Istovremeno, beg Atlagić smišlja plan kako da pobijedi Mijata. Kad je družina ogladnjela i ožednjela, otišla je u livanjsku gostionicu, gdje ih je krčmarica Mara omamila po begovoj naredbi. Probudio ih je beg osobno i rugao im se što ih je razoružala žena. Mijat je družinu oslobodio lukavošću i skrivenim jataganom kojim je ubio bega pred vratima kuće. Krčmarica Mara se u bijegu pred hajdučkim bijesom bacila u dubok bunar pred krčmom i poginula.
Kod Ozren-planine pridružio im se Arapin. Mijat nije volio Arape još od okršaja s Crnim Arapinom, ali je odlučio da će vrijeme pokazati njegovo pravo lice. U Tešnju su napali bogatog trgovca Aliju koji im nije htio dati ni djelić svoga blaga. Arapin i Sava htjeli su da Mijat ubije Alijino dijete, iako je Alija svoj novac zaradio pošteno. Tada je Alijina žena ponudila Mijatu da bude kum malom Salihu, shvativši da je postao hajduk iz nužde, a ne iz osvete. Mijat je tada shvatio da su Arapin i Sava obični razbojnici te ih je protjerao, a njihove konje dao malom Salihu na poklon.
Jednog dana na Vran-planinu došao je pismonoša. Pismo je napisao seoski knez iz Selica moleći Mijatovu pomoć. Naime, u goste mu dolazi zvornički paša koji traži trideset djevojaka za roblje, uključujući i njegovu jedinu kćer Ivanu. U suprotnom, paša će njega i njegova sina Nikolicu nabiti na kolac. Sutradan mu je Mijat došao u kuću prerušen u Turčina i zatražio od kneza trideset haljina; naime, naumio je da se njegovi hajduci preruše u djevojke, iznenade i pobiju pašine ljude. Prerušen u Ivanu, Mijat je zabo jatagan u pašino srce. Za taj događaj znali su samo hajduci i knez. Turci su neuspješno tražili pašu, a hajduci su proširili glas kako je paša pobjegao hrvatskom banu Ivanu III. Draškoviću, s kojim je prijateljevao.
Mijat je Marijanu povjeravao sve više zadataka jer će on jednog dana biti njegov nasljednik. Budući da je družini nedostajalo baruta za puške, Marijan je dobio zadatak u Livnu nabaviti streljivo. Na putu je sreo turske momke koji su ga izazvali da baca kamena s ramena. Marijan je odbio, ali je došlo do tuče u kojoj mu je ispala kubura. Zavezali su ga i predali begu Atlagiću. Netko ga je prepoznao, pa je odlučeno da će mu idućeg dana dželat Ibrahim odrubiti glavu. Mijat je shvatio da je Marijan upao u nevolju pa ga je krenuo potražiti s družinom. Kad su doznali što se događa, odlučili su oteti begovića. Dok je Vid otimao dijete iz dvora, Mijat je pred rajom pregovarao s begom o razmjeni. Beg im je morao predati Marijana i tri konja s tovarom praha i olovom, a zauzvrat će na Vran-planini dobiti begovića natrag.
Prije rastanka družine 26. listopada, Mijatu je došla poruka Ilije Bobovca da mu se rodio sin te da bi volio kad bi Mijat došao na krstitke. Njemu je taj poziv bio neočekivan, pogotovo jer su prekinuli kumstvo prije nekoliko godina. Na proljeće je opet dobio Ilijinu poruku te je pomislio kako se Ilija možda ipak sažalio. Marijanu se učinilo da je Mijat smekšao tijekom godina i da ne smije nasjedati na Ilijina pisma. U trećem i posljednjem pismu Ilija ga poziva na svoj imendan 20. srpnja 1642., kako bi se njih dvojica mogli u miru napričati. Međutim, čim je ušao u Ilijinu kuću, Sava i Arapin su ga upucali u čelo i srce. Ilija je planirao nov život pod imenom Alaga Bobovac s novcem kojeg će dobiti od vezira kad mu dokaže da je Mijat mrtav.
Marijan je prvi primijetio da nema Mijata. Shvatio je što se događa kad je stari Varićak rekao da se treba pomoliti sv. Iliji jer je danas njegov blagdan. Na putu su uhvatili razbojnike (Savu i Arapina) koji su optužili Iliju za ubojstvo. Kad su shvatili da je slavni junak Mijat Tomić mrtav, hajduci su se rastužili i razbjesnili kao nikada te zapalili Ilijinu kuću zajedno s njime i razbojnicima. Na čelu družine je jahao Marijan pjevajući Mijatovu najdražu pjesmu. U zoru su pokopali Mijata u predjelu Strmac na livadi, što se zove Pošćeci (mjesto blizu Sovrćkinih vrata na Vran-planini).

## Zanimljivosti
- Djelo pokazuje mnoge hrvatske prirodne znamenitosti.

### Simbolika
- Pri kraju knjige Sava i Arapin pogode Mijata u srce. To je simbol njihove konačne izdaje.

- Tematika Arapina se provlači kroz cijelu knjigu, od zloglasnog Crnog Arapina do arapskog roba koji je izdao i ubio Mijata.

### Kulturne poveznice
- Mijatov obračun s kadijom podsjeća na biblijsku priču u kojem okrutni Egipćanin tuče jadnog Izraelca, a Mojsije se razljuti i ubije ga.

- Hajdučka zamisao o krađi od bogatih kradljivaca temelji se na djelu "Robin Hood", jer je i Robin mlad, hrabar i sposoban vitez koji krade od velikaša, a kojeg vodi vjera, domoljublje i čovjekoljublje.

### Narodne pjesme
U romanu se spominju neke narodne pjesme koje pjevaju Mijat i njegova družina. Prije odlaska u pljačku Alije Tešnjanina pjevali su staru duvanjsku gangu, ali i sami nadodali dva stiha.
U tebi je kruna Tomislava.
Duvno ravno, diko od Hrvata,
Na kraju knjige, kada Mijat pogiba, Marijan i hajduci pjevaju tužnu pjesmu koju je Mijat najviše volio.
niti koljem po gori čobana,
niti robim po selu seljana,
već ja robim po gori građane,